# Томас Манинг
Томас Хенри Манинг (на английски: Thomas Henry Manning) е англо-канадски изследовател, биолог, географ, зоолог и писател.

## Ранни години (1911 – 1933)
Роден е на 11 декември 1911 година в Нортхамптън, Великобритания, в семейство на заможен земеделски производител. Завършва училището Хароу, а след това и Кеймбриджки университет.
През лятото на 1931 г. провежда географски изследвания в Исландия и на Фарьорските о-ви. През следващата година извършва пътешествие с еленски впрягове през Швеция и Финландия и поради разразилата се снежна буря навлиза в пределите на СССР, където е арестуван, лежи няколко месеца в затвора, след което е депортиран.

## Експедиции (1933 – 1953)
През 1933 г., по предложение на Кралското географско дружество, ръководи географска експедиция на остров Саутхамптън в северната част на Хъдсъновия залив, като събира богата колекция от растения и животни за Британския природонаучен музей.
През 1934 г. става канадски гражжданин. Практически слабо известното западно крайбрежие на най-големия (519 хил. км²) остров от Канадския арктичен архипелаг, Бафинова земя, е оконтурено от няколко експедиции до началото на Втората световна война. Основен принос за това има Манинг, който през летата на 1938 и 1939 г. открива над 600 км от западното крайбрежие на гигантския остров от 67º 30` с.ш. на юг до залива Стенсбю (70º с.ш.) на север.
След като изследва характера на приливите и поведението на ледовете, изказва предположение за съществуването на няколко острова в Басейна Фокс. През юли 1948 г. със самолет са открити 3 острова в Басейна Фокс, в т.ч. ниския остров Принц Чарлз (9521 км², 67°47′ с. ш. 76°09′ з. д. / 67.783333° с. ш. 76.15° з. д.). Манинг първи го изследва и картира през август 1949 г.
През летата на 1952 и 1953 г. със спътник обикаля с лодка цялото крайбрежие на остров Банкс, като на някои участъци от крайбрежието става първооткривател.

## Военна и гражданска служба
През 1941 г. Манинг постъпва като флотски лейтенат в Кралския канадски флот и прилага знанията си за Арктика в помощ на отбраната на страната. През 1942 г. с военен инженерен корпус ръководи строителството на летище на остров Саутхамптън. През 1944 г. е командирован във военната топографска служба и участва в аерофотозаснемания на части от Канадския арктичен архипелаг. В края на войната се демобилизира от армията със звание лейтенант.
След войната продължава работата си в Канадската топографска служба, участва като консултант за Арктика при министерския съвет и като нещатен сътрудник на Канадския национален музей и службата за опазване на дивата природа.
Умира на 86-годишна възраст в Смит фолс, провинция Онтарио, Канада на 8 ноември 1998 година.

## Публикации
- Western Baffin Island, 1939;
- The Foxe Basin coasts of Baffin Island, 1941;
- Blue and lesser snow geese on Southhampton and Baffin Islands, 1942;
- Notes on some fish of the Eastern Canadian Arctic, 1942;
- Notes on the mammals of south and central west Baffin Island, 1943;
- Ruins of Eskimo stone houses on the east side of Hudson Bay, 1947;
- Report on coastal waters of Hudson Bay in and around Broad River area of Manitoba, 1950;
- Eskimo stone houses in Foxe Basin, 1951;
- Birds of the west James Bay and southern Hudson Bay coasts, 1952;
- The northern red-backed mouse, Clethrionomys rutilus (Pallas), in Canada, 1956;
- The birds of Banks Island, 1956;
- The mammals of Banks Island, 1958;
- The relationship of the Peary and barren ground caribou, 1960;
- Notes on Winter Harbour, Bridport Inlet, and Skene Bay, 1961;
- Age determination in the polar bear Ursus maritimus Phipps, 1964;
- Geographical and sexual variation in the long-tailed jaeger Stercorarius Longicaudus vieillot, 1964;
- Geographical variation in the polar bear Ursus maritimus Phipps, 1971;
- Variations in the skull of the bearded seal, Erignathus barbatus (Erxleben), 1974;
- Birds and mammals of the Belcher, Sleeper, Ottawa and King George Islands, and Northwest Territories, 1976;
- Birds of the Twin Islands, James Bay, N.W.T., Canada, 1981.